# Doljești
Doljești – wieś w Rumunii, w okręgu Neamț, w gminie Doljești. W 2011 roku liczyła 1191 mieszkańców.